# باكن
ديري هاف سابكين (بالدنماركية: Dyrehavsbakken)‏ تُعرف اختصارًا باسم باكين (بالدنماركية: Bakken)‏ هي مدينة ترفيهية تضم حدائق وملاهي سياحية، تقع في وسط مدينة كوبنهاغن عاصمة الدنمارك، وتعتبر أقدم مدينة ملاهي في العالم، إذ يعود تاريخها إلى القرن السادس عشر.

## نبذة
افتتحت المدينة عام 1583،  إذ تُعتبر أقدم حديقة ترفيهية عاملة في العالم. 
يزورها بين 2.5-2.9 مليون زائر سنويًا، وتُعتبر ثاني أكثر مناطق الجذب السياحي شعبية في الدنمارك، بعد مدينة ملاهي تيفولي جاردنز ذات الشهرة الأكثر منها. 
الدخول إلى المدينة يكون مجاني، ويتم شراء تذاكر الدخول عند كل لُعبة بشكل منفرد، على عكس ملاهي تيفولي.

## معرض صور

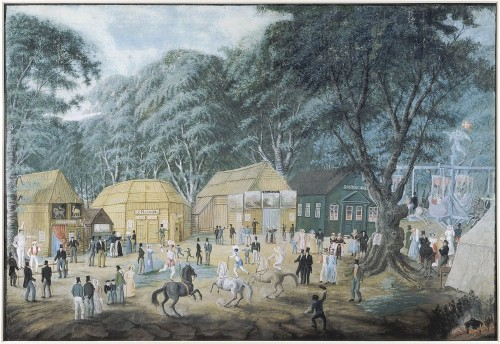
باكن عام 1825.

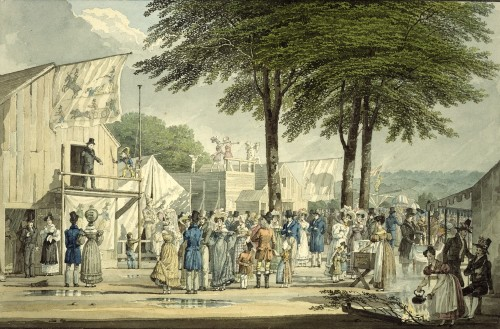
باكن عام 1940.

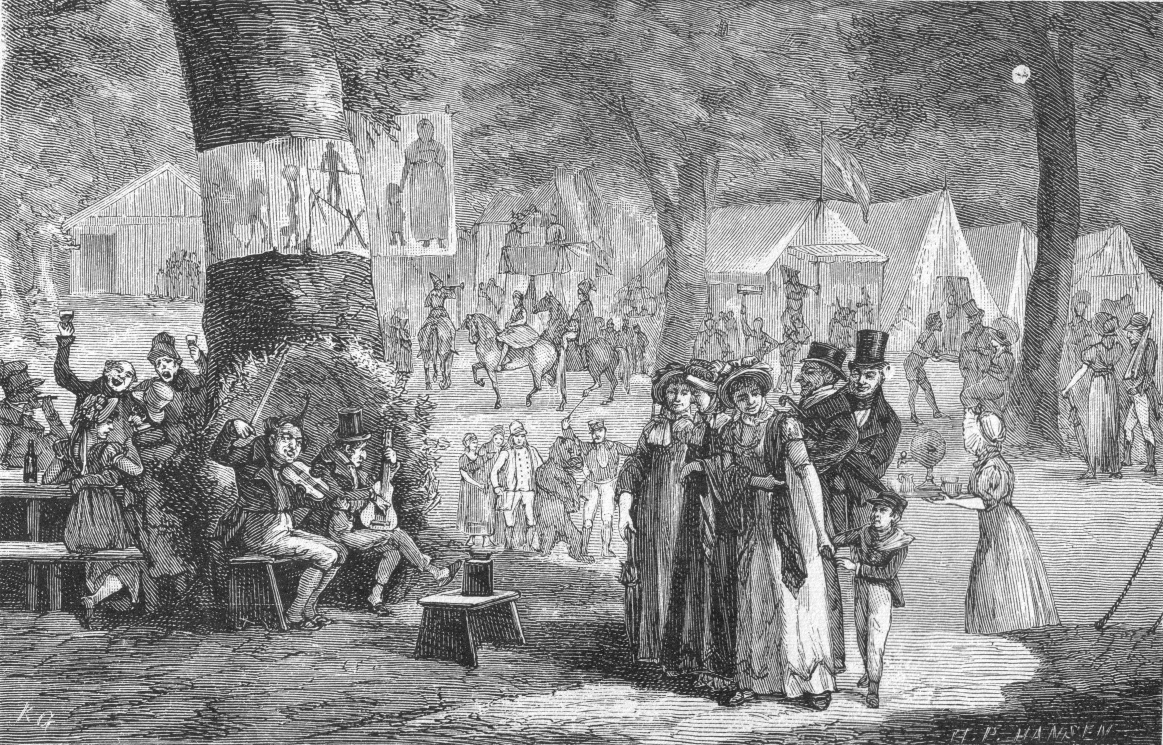
باكن في القرن التاسع عشر.

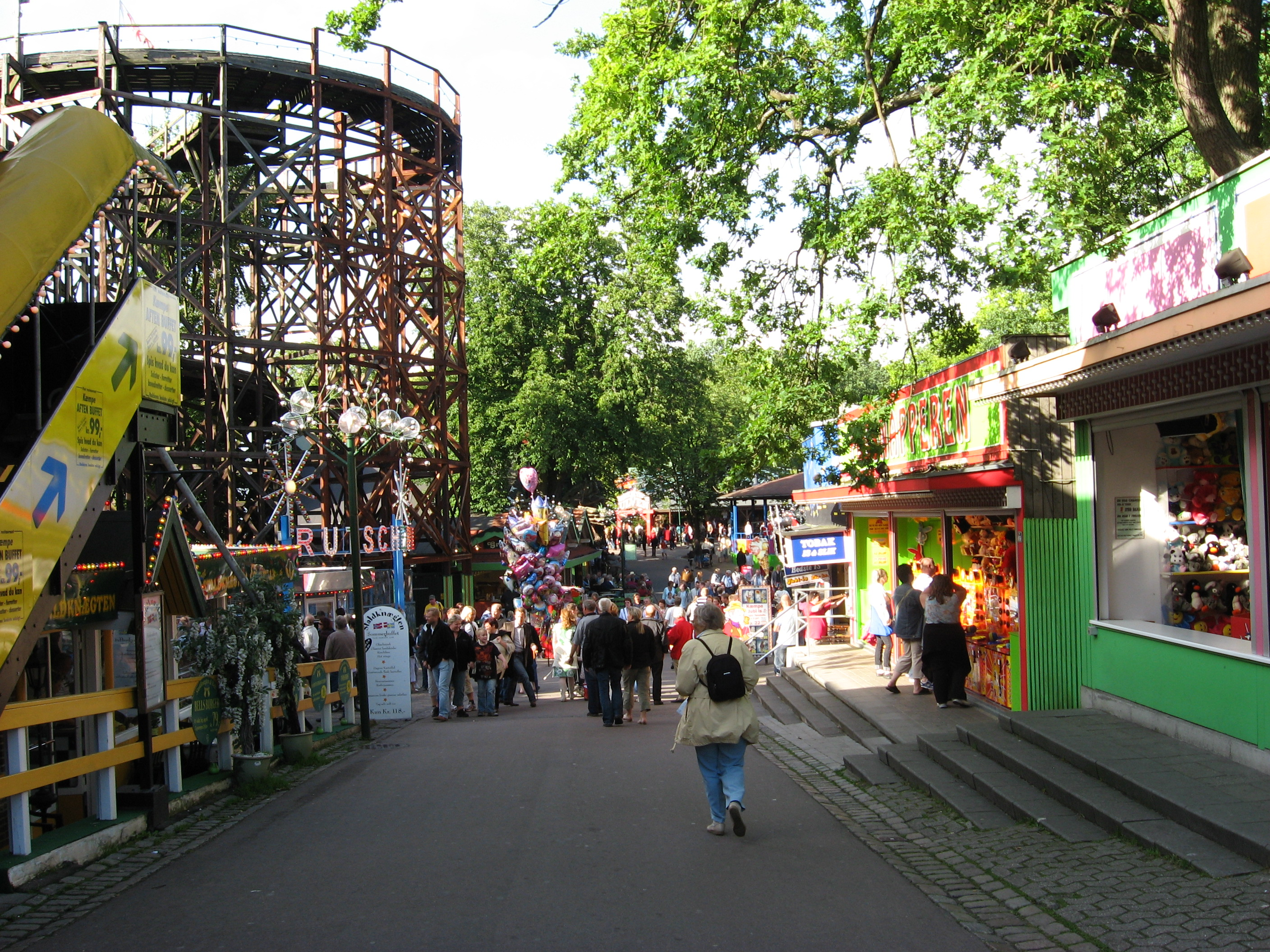
مدخل المدينة.

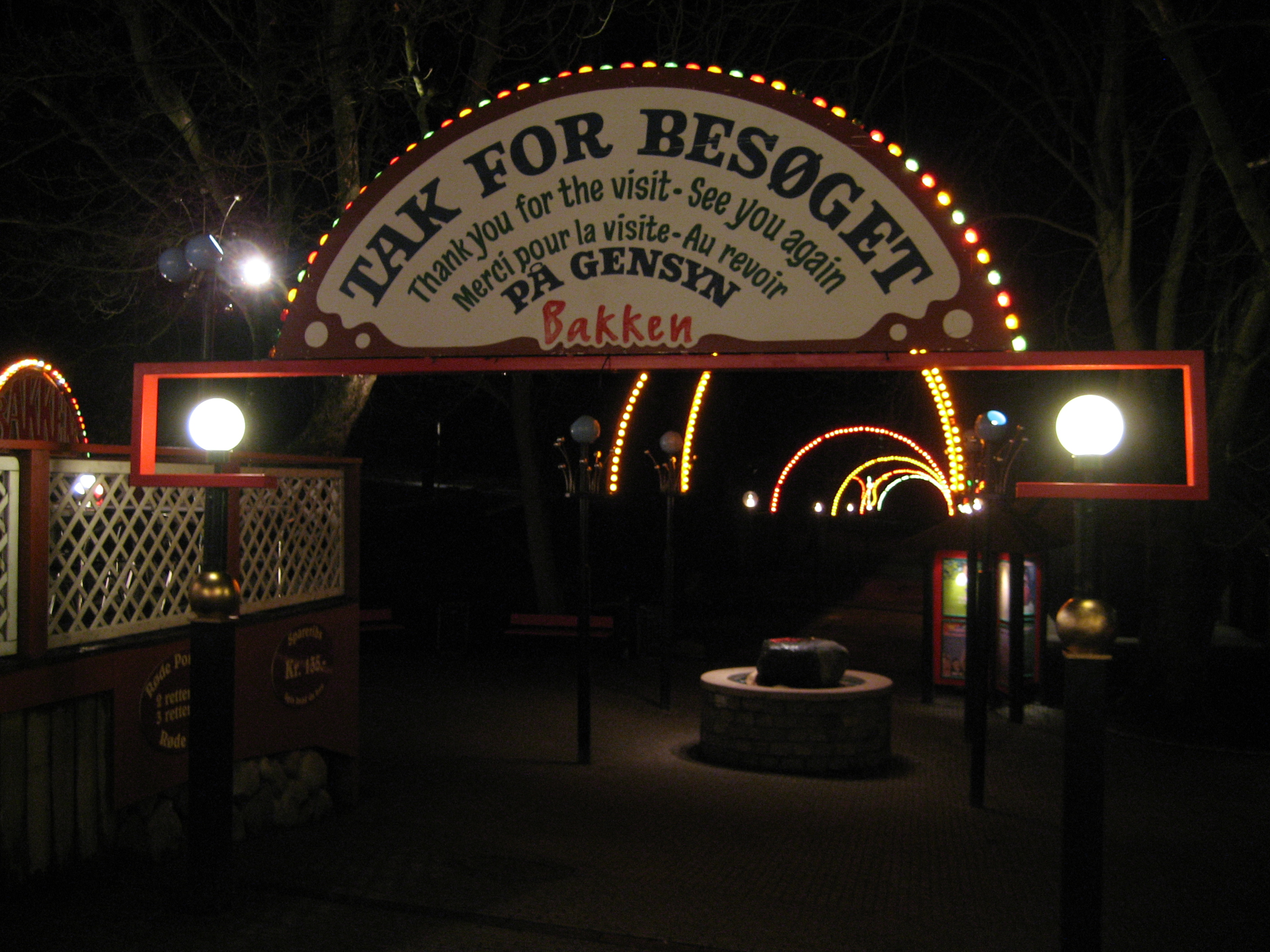
بوابة الخروج.